# Аврелий Августин
Авре́лий Августи́н Иппо́нийский (лат. Aurelius Augustinus Hipponensis; 13 ноября 354, Тагаст — 28 августа 430, Гиппон Царский), также известный как Блаже́нный Августи́н — богослов, философ и епископ Гиппона Царского в Нумидии, римской провинции в Северной Африке. Его труды повлияли на развитие западной философии и западного христианства, и он считается одним из самых важных отцов Католической церкви в святоотеческий период, его труды и житие получили признание и в Православной церкви (где он причислен к лику блаженных). Среди его значительных работ — «О граде Божьем», «Христианская наука» и «Исповедь». Память в Католической церкви и в Лютеранской — 28 августа, в Православной церкви — 15 июня старого стиля (28 июня нового стиля).
По словам своего современника Иеронима, Августин «заново утвердил древнюю веру». В юности он склонялся к персидской религии — манихейству, а позже — к неоплатонизму. После своего обращения в христианство и крещения в 386 году Августин разработал свой собственный подход к философии и теологии, включив в него различные методы и точки зрения. Полагая, что благодать Христа необходима для свободы человека, он помог сформулировать доктрину первородного греха и внес значительный вклад в развитие теории справедливой войны. Когда Западная Римская империя начала распадаться, Августин представлял Церковь как духовный Град Божий, отличный от материального Града Земного. Его мысли глубоко повлияли на средневековое мировоззрение. Та часть Церкви, которая придерживалась концепции Троицы, определённой Никейским и Константинопольским соборами, тесно отождествляла себя с книгой «О Троице» Августина.
Августин признан святым в Католической церкви, Восточной Православной церкви и Англиканской церкви.
Он также является выдающимся католическим учителем церкви и покровителем августинцев. Его память отмечается 28 августа, в день его смерти. Августин — покровитель пивоваров, печатников, богословов и ряда городов и епархий. Многие протестанты, особенно кальвинисты и лютеране, считают его одним из богословских отцов протестантской Реформации из-за его учения о спасении и божественной благодати. Протестантские реформаторы в целом, и Мартин Лютер в частности, отдавали Августину превосходство среди отцов ранней церкви. Лютер был с 1505 по 1521 год членом Ордена августинских отшельников.
На Востоке его учение вызывает большое количество споров и особенно подвергалось нападкам со стороны Иоанниса Романидиса. Но другие богословы и деятели Восточной Православной церкви, в первую очередь Георгий Флоровский, продемонстрировали значительное одобрение его сочинений. Самая спорная доктрина, связанная с ним, филиокве, была отвергнута Православной церковью. Среди других спорных учений — его взгляды на первородный грех, учение о благодати и предопределении. Несмотря на критику, он по-прежнему считается святым, оказав влияние на некоторых отцов церкви Востока, в первую очередь на Григория Паламу. В Православной Церкви его праздник отмечается 15 июня. Историк Диармайд Маккалок писал: «Влияние Августина на западную христианскую мысль трудно переоценить; только его любимый пример, Павел Тарсянин, был более влиятельным, и жители Запада обычно видели Павла глазами Августина».

## Биография
Августин (Аврелий) родился 13 ноября 354 года н. э. в африканской провинции Нумидия, в Тагасте (ныне Сук-Ахрас в Алжире). Первоначальным своим образованием он обязан матери, христианке Св. Монике, умной, благородной и благочестивой женщине, влияние которой на сына, однако, нейтрализовалось отцом-язычником Патрицием (римским гражданином, мелким землевладельцем), крестившимся незадолго до смерти.
В юности Августин не обнаружил склонности к традиционному греческому языку, но был покорён латинской литературой. По окончании школы в Тагасте он отправился учиться в ближайший культурный центр — Мадавру. Осенью 370 года, благодаря покровительству жившего в Тагасте друга семьи — Романиана, Августин отправился на трёхлетнее обучение риторике в Карфаген. В 17 лет, будучи в Карфагене, Августин вступил в отношения с молодой женщиной, которая стала его сожительницей на 13 лет и на которой он никогда не женился, так как она принадлежала к более низкому социальному классу. Именно в этот период Августин произнёс своё изречение: «Добрый Боже, дай мне целомудрие и умеренность… Но не сейчас, о Боже, ещё не сейчас!» В 372 году н. э. у Августина в конкубинате родился сын Адеодат (372—388).
В 373 году н. э., после прочтения «Hortensius» Цицерона, стал изучать философию. Вскоре примкнул к манихеям. В то время он стал преподавать риторику сначала в Тагасте, позже в Карфагене. В «Исповеди» Августин подробно остановился на девяти годах, впустую потраченных им на «шелуху» манихейского учения. В 383 году даже духовный манихейский вождь Фавст не сумел ответить на его вопросы. В этот год Августин принял решение найти учительскую должность в Риме, но там он провёл всего год и получил должность преподавателя риторики в Медиолане.
Прочитав некоторые трактаты Плотина в латинском переводе ритора Мария Викторина, Августин познакомился с неоплатонизмом, представлявшим Бога как нематериальное трансцендентное Бытие. Побывав на проповедях Амвросия Медиоланского, Августин понял рациональную убеждённость раннего христианства.
Во время пребывания Августина в Медиолане в 384—388 годах его мать нашла сыну невесту, ради чего он оставил свою конкубину. Однако, он должен был ждать два года до того, как невеста достигнет необходимого возраста, поэтому он завёл другую конкубину. В конце концов, Августин разорвал помолвку со своей 11-летней невестой, оставил вторую конкубину и никогда не возобновил отношения с первой.
После этого он стал читать послания апостола Павла и услышал от викарного епископа Симплициана историю обращения в христианство Мария Викторина. В своей исповеди Августин рассказывает о своей встрече и беседе с христианином Понтицианом, который впервые рассказал ему о подвигах Антония Великого и увлёк идеалами монашества. Беседа эта датирована августом 386 года н. э. По преданию, однажды в саду Августин услышал голос ребёнка, побудивший его наугад развернуть послания апостола Павла, где ему попалось Послание к Римлянам (13:13). После этого он, вместе с Моникой, Адеодатом, братом, обоими двоюродными братьями, другом Алипием и двумя учениками, удалился на несколько месяцев в Кассициак, на виллу одного из друзей. По образцу цицероновских «Тускуланских бесед», Августин составил несколько философских диалогов. На Пасху 387 года он, вместе с Адеодатом и Алипием, был крещён Амвросием в Медиолане.
В Остии, в возрасте 56 лет умирает его мать Моника. После этого он отправляется в Африку, вместе с сыном Адеодатом. Вскоре, однако, Адеодат скончался. Последняя беседа с сыном была хорошо передана в конце «Исповеди».
Часть сведений о дальнейшей жизни Августина основана на «Житии», составленном Поссидием, общавшимся с Августином почти 40 лет. Согласно Поссидию, по возвращении в Африку Августин вновь поселился в Тагасте, где организовал монашескую общину. Во время поездки в Гиппон Регийский, где уже было 6 христианских церквей, греческий епископ Валерий охотно рукоположил Августина в пресвитеры, так как ему было трудно проповедовать на латыни. Не позже 395 года Валерий назначил его викарным епископом и через год умер.
Августин умер 28 августа 430 года, во время первой осады Гиппона вандалами.
Останки Августина были перенесены его приверженцами в Сардинию, чтобы спасти их от поругания ариан-вандалов, а когда этот остров попал в руки сарацин, выкуплены Лиутпрандом, королём лангобардов и погребены в Павии в церкви Св. Петра.
В 1842 году, с согласия папы, часть правой руки (локтевая кость) Августина была перевезена в Алжир и сохраняется там подле памятника Августину, воздвигнутого ему на развалинах Гиппона французскими епископами.
На некоторых картинах изображается в очках, в реальности в его времена ещё не существовавших.

### Этапы творчества
Первый этап (386—395), характерно влияние античной (преим. неоплатонической) догматики; отвлечённость и высокий статус рационально как подготовительного цикла для изучения философии), «Монологи» (Soliloquia, 387 г.), «О жизни блаженной» (De Beata Vita, 386 г.), «О количестве души» (388—389), «Об учителе» (388—389), «О музыке» (388—389), которое содержит знаменитое определение музыки Musica est ars bene modulandi с подробным толкованием, причём пять из шести книг против того, что обещает заглавие, трактуют вопросы античного стихосложения, «О бессмертии души» (387), «Об истинной религии» (390), «О свободной воле» или «О свободном решении» (388—395); цикл антиманихейских трактатов. Часть трудов раннего периода также именуют кассициакскими, по названию загородного дома неподалёку от Медиолана (Cassiciacum, это место в нынешней Италии называется Casciago), где Августин работал в 386—388 годах.
Второй этап (395—410), преобладает экзегетическая и религиозно-церковная проблематика: «О книге Бытия», цикл толкований к посланиям апостола Павла, моральные трактаты и «Исповедь», антидонатистские трактаты.
Третий этап (410—430), вопросы о сотворении мира и проблемы эсхатологии: цикл антипелагианских трактатов и «О граде Божьем»; критический обзор собственных сочинений в «Пересмотрах».

## Сочинения
Наиболее известными из сочинений Августина является «De civitate Dei» («О граде Божьем») и «Confessiones» («Исповедь»), его духовная биография, сочинение De Trinitate (О Троице), De libero arbitrio (О свободной воле), Retractationes (Пересмотры).
Кроме того, заслуживают упоминания такие его трактаты, как Meditationes, Soliloquia, De mendacio и Enchiridion, или Manuale.

## Учение Августина
Учение Августина о соотношении свободы воли человека, божественной благодати и предопределения является достаточно неоднородным и не носит системного характера.

### О бытии
Бог сотворил материю и наделил её различными формами, свойствами и назначениями, тем самым сотворив все сущее в нашем мире. Деяния Бога есть благо, а значит и все сущее, именно потому, что оно существует, есть благо.
Зло не субстанция-материя, а недостаток, её порча, порок и повреждение, небытие.
Бог — источник бытия, чистая форма, наивысшая красота, источник блага. Мир существует благодаря непрерывному творению Бога, который перерождает всё умирающее в мире. Мир один, и несколько миров быть не может.
Материя характеризуется через вид, меру, число и порядок. В мировом порядке всякая вещь имеет своё место.

### Бог, мир и человек
Августин раскрывает сущность отношений между Богом и человеком. Бог, по Августину, сверхприроден. Мир, природа и человек, будучи результатом творения Бога, зависят от своего Творца. Если неоплатонизм рассматривал Бога (Абсолют) как безличное существо, как единство всего сущего, то Августин истолковывал Бога как личность, сотворившую все сущее. И специально делал различия толкований Бога от судьбы и фортуны.
Бог бестелесен, а значит божественное начало бесконечно и вездесуще. Сотворив мир, Он позаботился о том, чтобы в мире царил порядок, и в мире все стало подчиняться законам природы.
Человек создавался Богом как свободное существо, но, совершив грехопадение, сам выбрал зло и пошёл против воли Бога. Так возникает зло, так человек становится несвободным. Человек несвободен и не волен ни в чём, он всецело зависит от Бога.
С момента грехопадения люди предопределены ко злу и творят его даже тогда, когда стремятся делать добро.
Главная цель человека — спасение перед Страшным Судом, искупление греховности рода человеческого, беспрекословное повиновение Церкви.

### О благодати
Силой, которая во многом определяет спасение человека и его устремление к Богу, является божественная благодать. Благодать действует по отношению к человеку и производит изменения в его природе. Без благодати невозможно спасение человека. Свободное решение воли — лишь способность стремиться к чему-либо, но реализовать свои стремления в лучшую сторону человек способен только с помощью благодати.
Благодать в представлении Августина напрямую связана с основополагающим догматом христианства — с верой в то, что Христос искупил всё человечество. Значит, по природе своей благодать имеет всеобщий характер и она должна даваться всем людям. Но очевидно, что не все люди спасутся. Августин это объясняет тем, что некоторые люди не способны принять благодать. Это зависит, прежде всего, от способности их воли. Но как пришлось убедиться Августину, не все люди, которые приняли благодать, смогли сохранить «постоянство в добре». Значит, необходим ещё один особый божественный дар, который поможет сохранить это постоянство. Этот дар Августин называет «даром постоянства». Только благодаря принятию этого дара «званые» смогут стать «избранными».

### О свободе и божественном предопределении
Первые люди до грехопадения обладали свободной волей — свободой от внешней (в том числе сверхъестественной) причинности и способностью выбирать между добром и злом. Ограничивающим фактором в их свободе выступал нравственный закон — чувство долга перед Богом.
После грехопадения люди лишились свободной воли, стали рабами своих желаний и уже не могли не грешить.
Искупительная жертва Иисуса Христа помогла людям вновь обратить свой взор к Богу. Он показал своей смертью пример послушания Отцу, повиновения Его воле («Не моя воля, но Твоя да будет» Лк. 22:42). Иисус искупил грех Адама, приняв волю Отца, как Свою собственную.
Каждый человек, следующий заветам Иисуса и принимающий волю Бога как свою собственную, спасает свою душу и допускается в Небесное царство.
Предопределение (лат. praedeterminatio) — один из труднейших пунктов религиозной философии, связанный с вопросом о божественных свойствах, о природе и происхождении зла и об отношении благодати к свободе.
Люди способны творить благо лишь с помощью благодати, которая несоизмерима с заслугами и даётся тому, кто избран и предопределён к спасению. Однако люди — существа нравственно-свободные и могут сознательно предпочитать зло добру.

### Творение
Божественная воля (предопределение, промысел, благодать) — это один из главных, ключевых пунктов, вокруг которых обращается философская мысль Августина, в том числе и по вопросам, связанным с Божественным творением мира. Из наделения мира бытием актом Божественной воли самоочевидным, по мнению Августина, образом следует участие Бога в судьбе своего творения посредством Промысла.
«Вся августиновская метафизика творения сосредоточена в этих строках, но здесь она обретает полноту осознания себя самой и способность наконец увидеть себя во всей своей чистоте: То, что существует некое сущее, первейшее из всех и обладающее полнотой совершенства сущего, и которое мы называем Богом, доказано, равно как доказано и то, что по изобилию Своего совершенства Он наделяет бытием все существующее, так что Его надлежит признать не только первым из сущих, но и первоначалом всех сущих. Но Он сообщает бытие другим сущим не по природной необходимости, а по решению Своей воли. Следовательно, Бог есть Господь Своих созданий, подобно тому как мы — господа над тем, что зависит от нашей воли. Более того, это господство Бога над сотворенными Им вещами абсолютно, потому что, произведя их без помощи внешнего деятеля и даже помимо предсуществующей материи, Он является всецелым Творцом совокупности бытия. Но так как вещи произведены деятельной волей, каждая из них упорядочена этим деятелем в виду определённой цели. Ибо если благо или цель являются собственным объектом воли, необходимо, чтобы производимое волей было упорядочено в виду определённой цели. Всякая вещь достигает своей последней цели через свое действие, но это действие должно направляться Тем, Кто наделил вещи самой способностью к действию. Стало быть, нужно, чтобы в Себе самом совершенный Бог, могущество коего наделяет бытием всё существующее, управлял всеми сущими, Сам же не управлялся никем; и нет ничего, что могло бы уклониться от Его правления, ибо нет ничего, что не принимало бы существования от Него. Стало быть, подобно тому, как Он совершенен как сущее и причина, Он точно так же совершенен в своём правлении».
Этьен Жильсон, «Дух средневековой философии».

### О вечности, времени и памяти
Время — мера движения и изменения. Мир ограничен в пространстве, а бытие его ограничено во времени.

Анализ (о)сознания времени — давний крест дескриптивной психологии и теории познания. Первым, кто глубоко ощутил огромные трудности, которые заключены здесь и кто бился над ними, доходя почти до отчаяния, был Августин. Главы 14—28 книги XI «Исповеди» даже сейчас должны быть основательно проштудированы каждым, кто занимается проблемой времени. — Эдмунд Гуссерль
Размышляя о времени, Августин приходит к концепции психологического восприятия времени. Ни прошлое, ни будущее не имеют реального существования — действительное существование присуще только настоящему. Прошлое обязано своим существованием нашей памяти, а будущее — нашей надежде. Настоящее — это стремительное изменение всего в мире: человек не успеет оглянуться, как он уже вынужден вспомнить о прошлом, если он в этот момент не уповает на будущее.
Таким образом, прошлое — это воспоминание, настоящее — созерцание, будущее — ожидание или надежда.
При этом, как все люди помнят прошлое, так некоторые способны «помнить» будущее, чем и объясняется способность ясновидения. Как следствие, раз время существует только потому, что о нём помнят, значит для его существования необходимы вещи, а до сотворения мира, когда ничего не было, не было и времени. Начало творения мира — вместе с тем и начало времени.
Время обладает длительностью, которая характеризует продолжительность всякого движения и изменения.
Вечность — она ни была, ни будет, она только есть. В вечном нет ни преходящего, ни будущего. В вечности нет изменчивости и нет промежутков времени, так как промежутки времени состоят из прошедших и будущих изменений предметов. Вечность — мир мыслей-идей Бога, где всё раз и навсегда.

### Теодицея (Богооправдание)
Августин доказывал, что всё сотворённое Богом в той или иной мере причастно к абсолютной доброте — всеблагости Бога: ведь Всевышний, осуществляя творение, запечатлел в тварном определённую меру, вес и порядок; в них вложены внеземной образ и смысл. В меру этого в природе, в людях, в обществе заключено добро.
Зло — не некая сила, существующая сама по себе, а ослабленное добро, необходимая ступень к добру. Видимое несовершенство является частью мировой гармонии и свидетельствует о принципиальной благости всего сущего: «Всякая природа, которая может стать лучше — хороша».
Бывает и так, что мучащее человека зло в конечном счёте оборачивается добром. Так, например, человека наказывают за преступление (зло) с целью принести ему добро через искупление и муки совести, что приводит к очищению.
Иными словами, без зла мы не знали бы, что такое добро.

### Истина и достоверное знание
Августин говорил о скептиках: «им показалось вероятным, что истину найти нельзя, а мне кажется вероятным, что найти можно». Критикуя скептицизм, он выдвинул против него следующее возражение: если бы истина не была известна людям, то как определялось бы, что одно правдоподобнее (то есть более похоже на истину), чем другое?
Достоверное знание — это знание человека о своём собственном бытии и сознании.
Знаешь ли ты, что ты существуешь? Знаю.. Знаешь ли ты, что ты мыслишь? Знаю.. Итак ты знаешь, что ты существуешь, знаешь, что живёшь, знаешь, что познаёшь.

### Познание
Человек наделён умом, волей и памятью. Ум сам на себя обращает направленность воли, то есть всегда себя сознаёт, всегда желает и помнит:
Ведь я помню о том, что имею память, ум и волю; и понимаю, что я понимаю, желаю и помню; и желаю, чтобы я имел волю, понимал и помнил.
Утверждение Августина, что воля участвует во всех актах познания, стало нововведением в теории познания.
Ступени познания истины:
- внутреннее чувство — чувственное восприятие.
- ощущение — знание о чувственных вещах в результате рефлексии разумом над чувственными данными.
- разум — мистическое прикосновение к высшей истине — просветление, интеллектуальное и моральное совершенствование.

Разум — это взор души, которым она сама собой без посредства тела созерцает истинное.
В изучении наук людям помогают авторитеты и разум. Следует доверять лишь превосходнейшим авторитетам и соответственно им вести свою жизнь.

### Об обществе и истории
Августин обосновывал и оправдывал существование имущественного неравенства людей в обществе. Он утверждал, что неравенство — неизбежное явление социальной жизни и бессмысленно стремиться к уравнению богатств; оно будет существовать во все века земной жизни человека. Но всё же все люди равны перед Богом и потому Августин призывал жить в мире.
Государство — наказание за первородный грех; является системой господства одних людей над другими; оно предназначено не для достижения людьми счастья и блага, а только для выживания в этом мире.
Справедливое государство — христианское государство.
Функции государства: обеспечение правопорядка, защита граждан от внешней агрессии, помощь Церкви и борьба с ересью.
Необходимо соблюдать международные договоры.
Войны могут быть справедливыми и несправедливыми. Справедливые — те, что начались по законным причинам, например, по необходимости отражения нападения врагов.
В 22 книгах своего главного труда «О граде Божьем» Августин делает попытку охватить всемирно-исторический процесс, связать историю человечества с планами и намерениями Божества. Им развиваются идеи линейного исторического времени и морального прогресса. Моральная история начинается с грехопадения Адама и рассматривается как поступательное движение к обретаемому в благодати нравственному совершенству.
В историческом процессе Августин (18-я книга) выделял семь главных эпох (в основе этой периодизации были положены факты из библейской истории еврейского народа):
- первая эпоха — от Адама до Великого потопа;
- вторая — от Ноя до Авраама;
- третья — от Авраама до Давида;
- четвёртая — от Давида до вавилонского пленения;
- пятая — от вавилонского пленения до рождения Христа;
- шестая — началась с Христа и завершится вместе с концом истории вообще и со Страшным Судом;
- седьмая — вечность.

Человечество в историческом процессе образует два «града»: светское государство — царство зла и греха (прототипом которого был Рим) и государство Божие — христианская церковь.
«Град земной» и «Град Небесный» — символическое выражение двух видов любви, борьбы эгоистических («любовь к себе, доведённая до пренебрежения к Богу») и моральных («любовь к Богу вплоть до забвения себя») мотивов. Эти два града развиваются параллельно, переживая шесть эпох. В конце 6 эпохи граждане «града Божия» получат блаженство, а граждане «земного града» будут преданы вечным мучениям.
Августин Аврелий доказывал превосходство духовной власти над светской. Восприняв августиновское учение, церковь объявила своё существование земной частью божьего града, выставляя себя в качестве верховного арбитра в земных делах.

## Влияние на христианство
Августин оказал сильное влияние на догматическую сторону христианского учения. Воздействие его проповедей было на протяжении последующих нескольких веков ощутимо не только в африканской, но и в западной церкви. Его полемика против ариан, присциллиан и, в особенности, против донатистов и других течений нашла много сторонников. Августин оставил многочисленные сочинения, имевшие существенное влияние на антропологическую сторону учения в протестантизме (Лютер и Кальвин).
Разрабатывал учение о св. Троице, в рамках которой Святой Дух служит связующим началом между Отцом и Сыном, что находится в рамках католического вероучения и противоречит православному богословию. Характерной для этого учения Августина чертой является его «психологическая» аналогия, в рамках которой Святой Дух соответствует Божественной любви, воле и пр., Бог-Сын — мышлению, Бог-Отец — памяти и так далее.
Августин исследовал отношение человека к божественной благодати. Сущностью христианского учения он считает способность человека к восприятию Божьей благодати, и это основное положение отражается также и на понимании им других догматов веры.
Оказал влияние на Раймунда Луллия и других православных и католических богословов, подчёркивавших важность разума как источника веры. Согласно Августину, библейские тексты не должны пониматься буквально, если это входит в противоречие с тем, что известно науке. Он объясняет, что в намерения Святого Духа не входило размещать в Священном Писании научные знания, поскольку это не относится к вопросам спасения. Более того, Августин не рассматривает первородный грех в качестве причины структурных изменений во Вселенной и появления смерти в мире людей и животных. Он даже предполагает, что организм Адама и Евы был создан смертным ещё до грехопадения (но если бы они не согрешили, то обрели бы духовные тела и вечную жизнь ещё до Второго пришествия Христа).
Основал несколько монастырей, некоторые из них впоследствии были разрушены.
В честь Августина в поздней литературе названо течение — августинизм, поскольку часть исследователей считали Августина родоначальником христианской философии истории, по их мнению, христианский неоплатонизм Августина господствовал в западноевропейской философии и западном латинском богословии до XIII века, когда его в целом сменил христианский аристотелизм Альберта Великого и Фомы Аквинского; августинизм остался доминирующей философией ордена августинцев, оказал огромное влияние на августинца Мартина Лютера.
Учение Августина о предопределении стало основой кальвинизма и теологии отделившихся от него групп — индепендентов.

## Переводы

### Русские переводы
Собрания сочинений:
- Августин. Избранные сочинения. В 4 ч. — М., 1786.
  - Ч. 1. О Граде Божьем. — Кн. 1-5. — 509 с.
  - Ч. 2. О Граде Божьем. — Кн. 6-12. — 375 с.
  - Ч. 3. О Граде Божьем. — Кн. 13-18. — 496 с.
  - Ч. 4. О Граде Божьем. — Кн. 19-22. Святые и душеспасительные размышления. Книга единобеседований души с Богом. Ручная книжка. Карманная псалтирь.
- Августин. Творения / Пер. Киевской духовной академии (1879—1908, в 11 ч.).
  - переиздание этого перевода в 4 т.: Сост. С. И. Еремеева. — СПб.: Алетейя — Киев: Уцимм-пресс, 1998.
    - Т. 1. Об истинной религии. — 752 с. (включает сочинения: «Против академиков», «О блаженной жизни», «О порядке», «О количестве души», «Об учителе», «Монологи», «О бессмертии души», «Об истинной религии», «Исповедь»)
    - Т. 2. Теологические трактаты. — 768 с. (включает сочинения: «Энхиридион Лаврентию о вере, надежде и любви», «О согласии евангелистов», «О книге Бытия»)
    - Т. 3. О граде Божием. — Кн. 1-13. — 600 с.
    - Т. 4. О граде Божием. — Кн. 14-22. — 592 с.

Старые переводы:
- «Книга о видении Христа» (или «Боговидная любовь») Августина переведена Карионом Истоминым с белорусского в 1687 году и поднесена царевне Софье[24].
- Богословские размышления о благодати божией и о воле человеческой. — СПб., 1786. — 140 с.
- О духе и письме / Пер. Н. Загоровского. — М., 1787. — 115 с.
- Исповедания в 13 кн. / Пер. иеромон. Агапита. — М., 1787. — 571 с.
- Христианская наука или Основания св. герменевтики и церковного красноречия. — Киев, 1835. — 355 с.
- О том, как оглашать людей необразованных. — СПб., 1844.
- неоднократно издавалась «карманная псалтирь» Августина.
- Исповедь блаж. Августина. В 13 кн. (Новый перевод). — М., 1914. — 442 с.

Новые переводы:
- Об обучении оглашаемых / Пер. М. Е. Сергеенко // Богословские труды. — 1976. — № 15.
- О благодати и свободном произволении / Пер. О. Е. Нестеровой // Гусейнов А. А., Ирлитц Г. Краткая история этики. — М., 1987.
- Августин А. Исповедь / Пер. с лат. М.Е. Сергеенко. Вступит. статья А. А. Столярова. — М.: «Ренессанс», СП ИВО — СиД, 1991. — 488 с. — (Памятники религиозно-философской мысли). — 50 000 экз. — ISBN 5-7664-0472-7.
- Толкование на псалом 125 / Пер. С. А. Степанцова // Альфа и Омега. — 1997. — № 2 (13). — С. 52-75.
- О природе блага против манихеев. Против ниспровергателей Закона и Пророков. Против послания манихея по имени Фундамент / Пер. О. Е. Нестеровой. Об учителе / Пер. В. В. Бибихина // Памятники средневековой латинской литературы IV—VII вв. — М., 1998. — С. 147—208.
- Письмо CCLVIII (к Марциану) // Богословский сборник. — 1999. — № 4.
- Блаженный Августин. Против академиков / Пер. и комм. О. В. Головой. — М.: Греко-латинский кабинет Ю. А. Шичалина, 1999. — 192 с.
- Письмо XVIII к Целестину. — М., 2000.
- О предопределении святых Первая книга к Просперу и Иларию / Пер. И. Мамсурова. — М.: Путь, 2000.
- Рассуждение в 4-й день празднеств / Пер. С. А. Степанцова // Богословский сборник. — 2000. — № 5.
- О свободе воли. Кн. II / Пер. М. Ермаковой, А. Шарниной. О христианском учении / Пер. С. Неретиной. // Антология средневековой мысли. В 2 т. — Т. 1. — СПб.: РХГИ, 2001. — С. 19-112.
- Августин. Слово о разорении города Рима / Пер. С. А. Степанцова. // Вестник древней истории. — 2001. — № 2.
- Августин. О Троице / Пер. А. А. Тащиана. — Краснодар: Глагол, 2004. — 416 с. — (Серия «Патристика. Тексты и исследования»).
- Августин. Проповеди. // Вестник древней истории. — 2007. — № 3.
- Св. Августин, епископ Гиппонский. Проповедь 81 / Пер. С. А. Степанцова. // Вестник древней истории. — 2009. — № 1. — С. 260—267.
- Озерский П. С., Степанцов С. А. Блаженный Августин. Проповедь «О Символе веры к оглашаемым» // Вестник Свято-Филаретовского института. — 2023. — Вып. 47. — С. 181—206.

### Другие переводы
- В серии «Loeb classical library» изданы «Исповедь» (т. 1-2, № 26-27), «Избранные письма» (т. 3, № 239), «О граде Божием» (т. 4-10, № 411—417).
- В серии «Collection Budé» издана «Исповедь» в 2 томах.

### Общие работы
- Трубецкой Е. Н. Религиозно-общественный идеал западного христианства в V в., Ч. 1. Миросозерцание Бл. Августина. — М., 1892.
- Писарев Л. Учение блж. Августина, еп. Иппонского, о человеке в его отношении к Богу. — Казань, 1894.
- Попов И. В. Личность и учение Бл. Августина, т. I, ч. 1—2. — Сергиев Посад, 1916.
- Герье В. Блаженный Августин. — М., 1910.
- Майоров Г. Г. Формирование средневековой философии. Латинская патристика. — М.: Мысль, 1979. — С. 181—340.
- История философии: Энциклопедия. — Минск: Интерпрессервис; Книжный Дом, 2002.
- Ляшенко В. П. Философия. — М., 2007.
- Столяров А. А. Свобода воли как проблема европейского морального сознания. — М., 1999.
- Марру А. И. Св. Августин и августинизм. — М., 1998.
- Суини Майкл. Лекции по средневековой философии. — М., 2001.
- Эриксен Т. Б. Августин. Беспокойное сердце. — М., 2003.
- Troeltsch Е. Augustin, die Christliche Antike und das Mittelalter. — München—Berlin, 1915.
- Cayré F. Initiation a la philosophie de S. Augustin. — Paris, 1947.
- Gilson É. Introduction à l'étude de Saint Augustin. — Paris, 1949.
- Jaspers К. Platon. Augustin. Kant. Drei Grander des Philosophierens. — München, 1967.
- Flasch K. Augustin: Einführung in sein Denken. — Stuttgart, 1980.
- Клот. Der heil. Kirchenlehrer Augustin. — 2 Bds. — Aachen, 1840.
- Биндеман. Der heilige Augustin. — Berlin, 1844.
- Пужула. Vie de St. Augustin (2 изд., 2 т., Париж, 1852; в нём. пер. Гуртера, 2 т., Шафг., 1847).
- Дорнор. Augustin, sein theologisches System und seine religionsphilos. Anschauung. — Berlin, 1873.
- Августин: pro et contra. — СПб.: Издательство: РХГА, 2002. — 976 с. — («Русский путь»). — ISBN 5-88812-165-7. Архивировано 21 мая 2011 года.
- Наследие блаженного Августина в патристическом и неопатристическом контексте. — М.: ПСТГУ, 2023. — ISBN 978-5-7429-1525-6

### Онто-теология и гносеология
- Ritier J. Mundus Intelligibilis. Eine Untersuchung zur Aufnahme und Umwandlung der Neuplatonischen Ontologie bei Augustinus. — Frankfurt am Main, 1937.
- Chevalier I. S. Augustin et la pensée grecque. Les relations trinitaires. — Fribourg, 1940.
- Falkenhahn W. Augustins Illuminationslehre im Lichte der jungsten Forschungen. — Köln, 1948.
- Cayré F. La contemplation Augustinienne. — Paris, 1954.
- Anderson J. F. St. Augustine and Being. A metaphysical essay. — La Haye, 1965.
- Armstong A. H. Augustine and the Christian Platonism. — Villanova, 1967.
- Wittmann L. Ascensus. Der Aufstieg zur Transzendenz in der Metaphysik Augustins. — München, 1980.
- Bubacz B. St. Augustine’s theory of knowledge. — New York—Toronto, 1981.

### Антропология, психология, этика
- Скворцов К. И. Августин Иппонийский как психолог. Киев, 1870. 247 стр.
- Mausbach J. Die Ethik des heiligen Augustin, B2. Aufl., Freiburg, 1929
- Nygren G. Das Prädestinationsproblem in der Theologie Augustins. Lund, 1956
- Körner F. Das Sein und der Mensch. Die existentielle Seinsentdeckung des jungen Augustin. Freiburg-?-Münch., 1959
- Stelzenberger J. Conscientia bei Augustinus. Paderborn, 1959
- Berlinger R. Augustins dialogische Metaphysik. Fr./M., 1962
- Mader J. Die Logische Struktur des personalen Denkens: Aus der Methode der Gotteserkenntnis bei Aurelius Augustinus. Wien, 1965
- Maxsein A. Philosophia Cordis. Das Wesen der Personalität bei Augustinus. Salzburg, 1966
- Schmaus M. Die psychologische Trinitätslehre des hl. Augustinus, 2 Aufl. Münster, 1927
- O’Connell R. J. St. Augustine’s early Theory of Man. A. D. 386—391. Cambr. (Mass.), 1968
- Stein W. Sapientia bei Augustinus. Bonn, 1968
- Böhm S. La temporalité dans l’anthropologie augustinienne. P., 1984

### Эсхатология и социология
- Deane H. A. The political and social ideas of St. Augustine. N. Y.—L., 1963
- Markus R. Saeculum: history and society in the theology of St. Augustine. Cambr., 1970
- Schmidt E. A. Zeit und Geschichte bei Augustinus. Hdlb., 1985

### Эстетика
- Бычков В. В. Эстетика Аврелия Августина. М., 1984
- Svoboda К. L’Esthétique de Saint Augustin et ses sources. Brno, 1933

### Традиция
- Nygren A. Augustin und Luther. В., 1958
- Smits L. Saint Augustin dans l’oeuvre de Jean Calvin, т. 1—2. Assen, 1957—58
- Bern Ch. Érasme et Saint Augustin ou Influence de Saint Augustin sur l’humanisme d’Érasme. Gen., 1969
- Sellier P. Pascal et Saint Augustin. P., 1970

### Общие работы
- Уэллс, Джон. Словарь произношения Longman. — 2. — Нью-Йорк : Longman, 2000. — ISBN 978-0-582-36467-7.
- Тезель, Евгений. Августин Богослов. — Випф и Сток, 2002. — ISBN 978-1-57910-918-9.
- Дюрант, Уильям. Цезарь и Христос: история римской цивилизации и христианства от их истоков до 325 г.. — Книги MJF, 1992. — ISBN 978-1-56731-014-6.
- Уилкен, Роберт Л. Дух раннехристианской мысли. — Новый рай : Издательство Йельского университета, 2003. — ISBN 978-0-300-10598-8.
- Хэгглунд, Бенгт. История богословия. — 4-я редакция. — Сент-Луис, Миссури : Издательство «Конкордия», 2007. — ISBN 978-0758613486.
- Гонсалес, Хусто Л. От Августина до кануна Реформации. — Abingdon Press, 1987. — ISBN 978-0-687-17183-5.
- Сеценски, А. Эдвард. Филиокве: история доктринального противоречия. — ОУП США, 2010. — ISBN 978-0-19-537204-5.
- МакКуллох, Диармайд М. История христианства: первые три тысячи лет. — Penguin Books, 2010. — ISBN 978-0-14-102189-8.

## В кино
- «Святой Августин» (итал. Sant'Agostino) — телевизионный фильм режиссёра Кристиана Дюгея (Италия); в роли Аврелия Августина — Франко Неро.

### Латинские тексты
- Собрание сочинений А. Августина (латынь)
- Латинские тексты важнейших сочинений
- S. Aurelii Augustini opera omnia: Patrologiae Latinae elenchus

### Русские переводы сочинений Августина
- Избранные сочинения. Часть 1 (1786).pdf
- Confessiones (Исповедь)
- О свободе воли — Блаженный Августин
- Различные тексты на русском, латинском и английском
- Блаженный Августин. Об истинной религии. Теологический трактат. Минск. Харвест, 1999
- Толкование на первый псалом
- Труды бл. Августина в библиотеке «Азбуки веры»
- Труды бл. Августина в Электронной библиотеке Одинцовского благочиния с разбивкой на страницы.
- Блаженный Августин. Проповедь 56, на молитву Господню. Перевод, предисловие и комментарии П. С. Озерского; под редакцией С. А. Степанцова // Вестник Свято-Филаретовского института. — 2024. — Т. 16, вып. 2(50). — С. 223–245.
- Блаженный Августин. Проповедь «О Символе веры к оглашаемым» // Вестник Свято-Филаретовского института. — 2023. — Т. 16, вып. 2 (50). — С. 181–206.

### Английские переводы
- Указатель английских переводов в «Nicene and Post-Nicene Fathers». Vol. I—VIII
- «Против Фауста» Книги I—XXI, книги XVI—XXII книги XXIII-XXXIII

### Об Августине
- Августин // Музыкальный словарь : в 3 т. / сост. Х. Риман; доп. русским отделом при сотруд. П. Веймарна и др.; пер. и все доп. под ред. Ю. Д. Энгеля. — пер. с 5-го нем. изд. — Москва—Лейпциг : изд. Б. П. Юргенсона, 1904.
- Августин, Аврелий // Энциклопедический словарь Брокгауза и Ефрона : в 86 т. (82 т. и 4 доп.). — СПб., 1890—1907.
- Степанцов С. А., Фокин А. Р., Лебедев Э. Н., Двоскина Е. М., М. Э. Н. Августин Аврелий // Православная энциклопедия. — М., 2000. — Т. I : А — Алексий Студит. — С. 93-109. — 40 000 экз. — ISBN 5-89572-006-4.
- Баранов И. В., Двоскина Е. М., Лупандин И. В. Августин Аврелий // Католическая энциклопедия
- Столяров А. А. Августин // Новая философская энциклопедия / Ин-т философии РАН; Нац. обществ.-науч. фонд; Предс. научно-ред. совета В. С. Стёпин, заместители предс.: А. А. Гусейнов, Г. Ю. Семигин, уч. секр. А. П. Огурцов. — 2-е изд., испр. и допол. — М.: Мысль, 2010. — ISBN 978-5-244-01115-9.
- Августин, Св. // Энциклопедия Кругосвет
- «Блаженный Августин» // Православная богословская энциклопедия
- Гарнак. История догматов. § 50-55